# 阿韦龙河畔塞韦拉克
阿韦龙河畔塞韦拉克（法語：Sévérac d'Aveyron，法語發音：[seveʁak daveʁɔ̃]），法国南部城市，奥克西塔尼大区阿韦龙省的一个市镇，隶属于罗德兹区，其市镇面积为208.72平方公里，2022年1月1日时人口数量为4,044人，在法国城市中排名第2,728位。
阿韦龙河畔塞韦拉克位于阿韦龙省东部，阿韦龙河发源于此，是一个区域性的中心城市和交通枢纽，因其境内的塞韦拉克城堡而闻名。

## 地名来源
“Sévérac”一名出自古罗马将军奥鲁斯·凯基纳·塞维鲁。
阿韦龙河畔塞韦拉克所处区域历史上曾通行奥克语，“Sévérac”在奥克语维基百科及Openstreetmap中对应的拼写为“Severac”。

## 历史

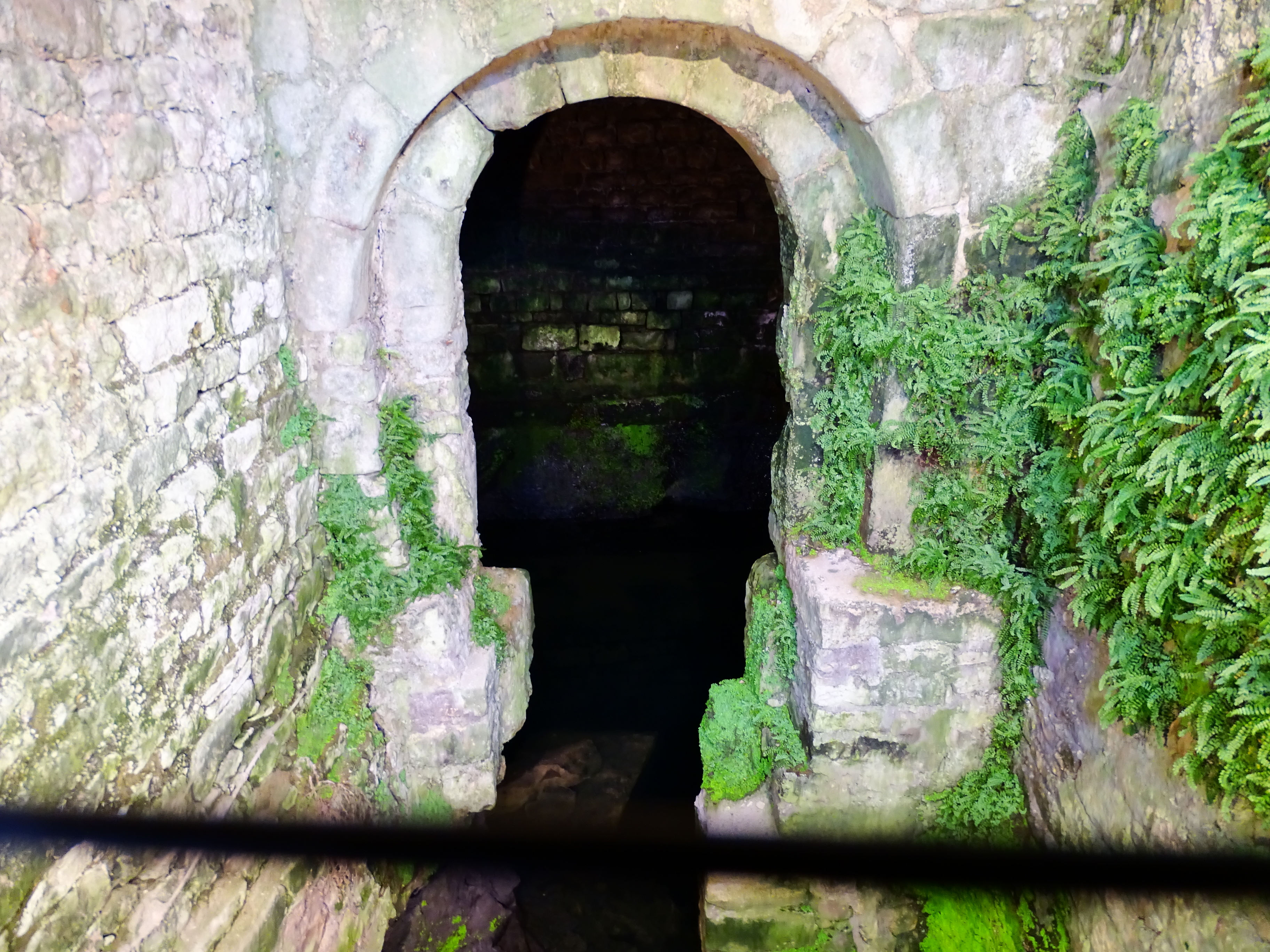
塞韦拉克堡古罗马泉

阿韦龙河畔塞韦拉克成立于2016年1月1日，由塞韦拉克堡、比赞、拉帕努斯、拉韦尔讷和勒库勒-普雷万基耶尔五个市镇合并而成，镇政府驻地为塞韦拉克堡。
塞韦拉克堡的早期建城史尚不清楚，其境内发掘有新石器时期的巨石阵遗址。古罗马时期，塞韦拉克堡境内出现了一处喷泉。位于一座山丘顶部的塞韦拉克城堡始建于公元九世纪，当地领主在公元11世纪时获得男爵头衔，其家族延续到了1427年，后因无嗣而终，其城堡及土地被阿尔帕容家族继承。文艺复兴期间，塞韦拉克城堡得到大规模扩建。1766年，一场大火烧毁了该城堡的一处塔楼。法国大革命后，塞韦拉克堡成为阿韦龙省的一个市镇，当地的官方名称曾一度被更名为“Sévérac-la-Montagne”。1795至1800年间，塞韦拉克堡为阿韦龙省的一个地区行署，其间，阿尔泰斯（Altès）整体并入塞韦拉克堡的市镇管辖范围。1832年，诺维（Novis）和圣达尔马济（Saint-Dalmazy）两个市镇亦并入塞韦拉克堡。工业革命期间，途径塞韦拉克的贝济耶—讷萨格铁路和塞韦拉克堡—罗德兹铁路相继建成通车，塞韦拉克堡成为一个区域性的铁路枢纽，其火车站附近的区域形成了新的街区。1990年，途径塞韦拉克堡的A75高速公路建成通车。
比赞、拉帕努斯、拉韦尔讷和勒库勒-普雷万基耶尔四个市镇历史上均为普通农业聚落，自法国大革命至2015年间均为独立市镇。

## 地理

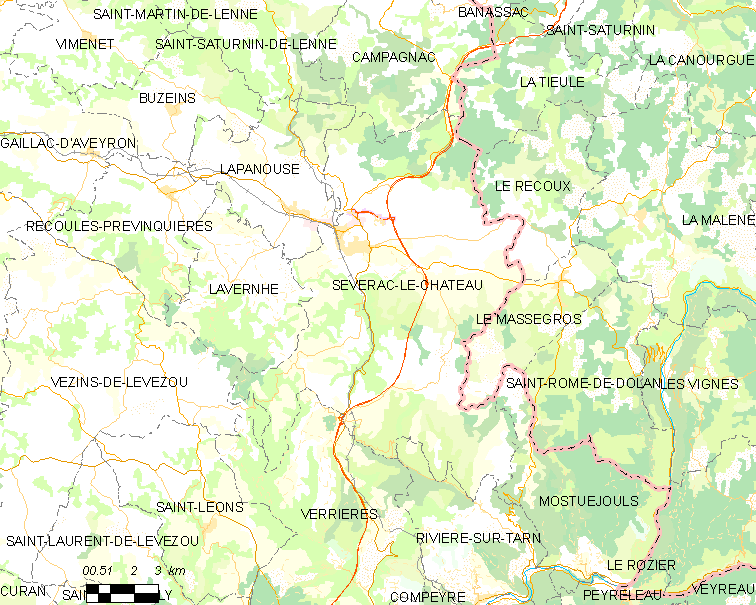
阿韦龙河畔塞韦拉克市镇范围地图

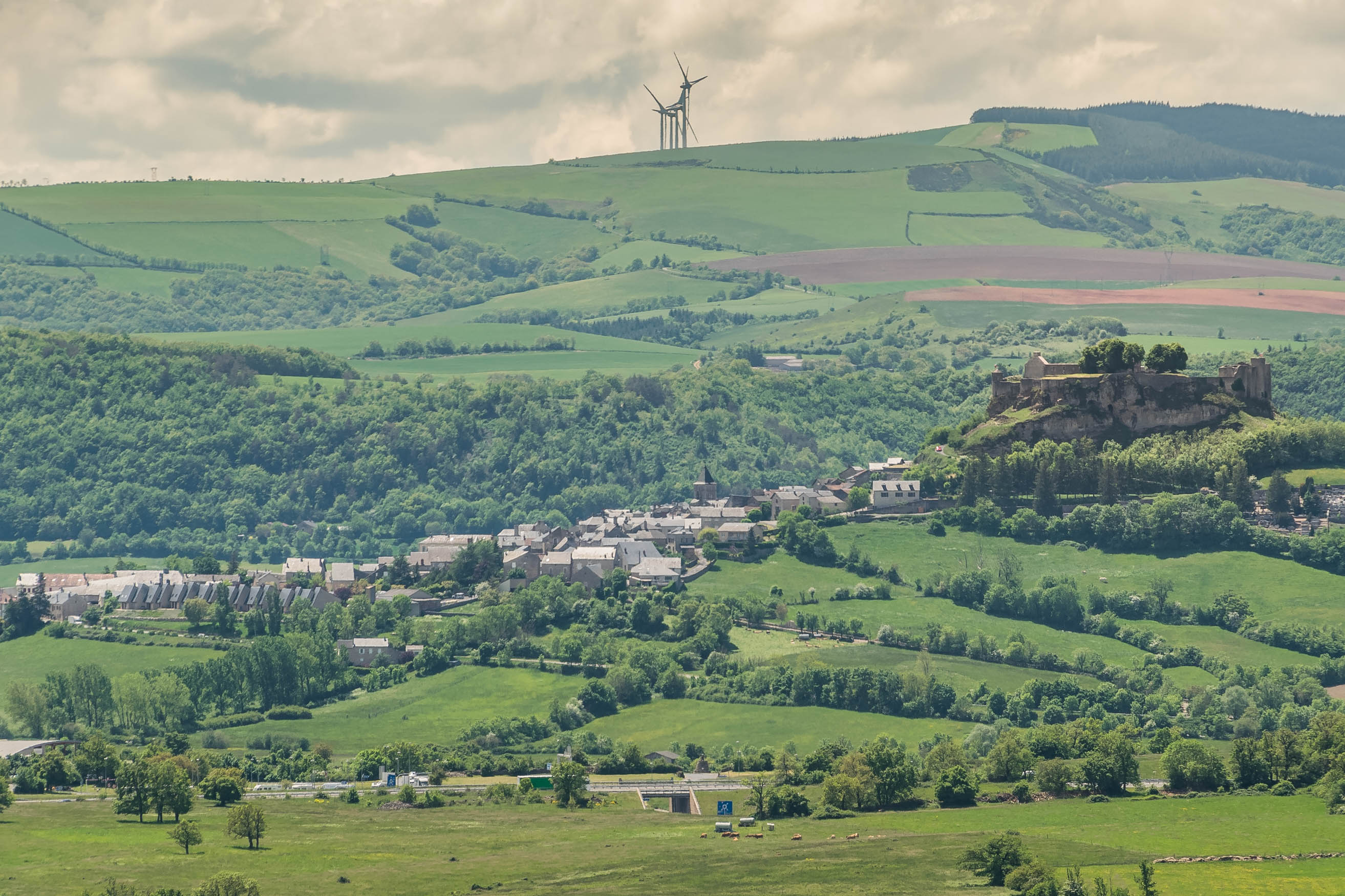
远眺阿韦龙河畔塞韦拉克

阿韦龙河畔塞韦拉克位于法国南部，奥克西塔尼大区北部和阿韦龙省东部，距离省会罗德兹大约48公里。与阿韦龙河畔塞韦拉克接壤的市镇包括：圣马丹德莱讷、维姆内、圣萨蒂南德莱讷、康帕尼亚克、拉蒂约勒、阿韦龙省加亚克、韦赞德莱韦祖、马斯格罗科斯戈尔日、韦里耶尔、莫斯蒂埃茹勒和塔恩河畔里维耶尔。

### 地形
阿韦龙河畔塞韦拉克位于法国中央高原腹地，其附近区域被称为“塞韦拉克科斯”，市镇中心（塞韦拉克堡）位于一处缓丘之上，地势自四周向中部抬升，顶端为塞韦拉克城堡，全境海拔在454到1129米之间。

### 水文
阿韦龙河畔塞韦拉克位于加龙河流域范围内，阿韦龙河发源于阿韦龙河畔塞韦拉克境内，该河自东向西流出市境。

### 植被
阿韦龙河畔塞韦拉克属于温带阔叶混交林区，部分高海拔地区有针叶林分布，林地散落分布于河流附近及山地地区。
在鲜花城市的评比中，阿韦龙河畔塞韦拉克暂未被评级。

### 气候
阿韦龙河畔塞韦拉克在柯本气候分类法中属于带有温带特征的山地气候。
距离阿韦龙河畔塞韦拉克最近的常年气象站位于勒马斯格罗境内，以下为该气象站的数据（其中日照数据取自米约）：
| 勒马斯格罗 1981年－2019年 | 勒马斯格罗 1981年－2019年 | 勒马斯格罗 1981年－2019年 | 勒马斯格罗 1981年－2019年 | 勒马斯格罗 1981年－2019年 | 勒马斯格罗 1981年－2019年 | 勒马斯格罗 1981年－2019年 | 勒马斯格罗 1981年－2019年 | 勒马斯格罗 1981年－2019年 | 勒马斯格罗 1981年－2019年 | 勒马斯格罗 1981年－2019年 | 勒马斯格罗 1981年－2019年 | 勒马斯格罗 1981年－2019年 | 勒马斯格罗 1981年－2019年 |
| 月份                      | 1月                       | 2月                       | 3月                       | 4月                       | 5月                       | 6月                       | 7月                       | 8月                       | 9月                       | 10月                      | 11月                      | 12月                      | 全年                      |
| ------------------------- | ------------------------- | ------------------------- | ------------------------- | ------------------------- | ------------------------- | ------------------------- | ------------------------- | ------------------------- | ------------------------- | ------------------------- | ------------------------- | ------------------------- | ------------------------- |
| 历史最高温 °C（°F）       | 19.9 (67.8)               | 21 (70)                   | 22.8 (73.0)               | 26.3 (79.3)               | 29.7 (85.5)               | 35.5 (95.9)               | 36.5 (97.7)               | 37.9 (100.2)              | 32.4 (90.3)               | 28.3 (82.9)               | 23 (73)                   | 21 (70)                   | 37.9 (100.2)              |
| 平均高温 °C（°F）         | 5.3 (41.5)                | 6.4 (43.5)                | 9.9 (49.8)                | 12.8 (55.0)               | 17.3 (63.1)               | 21.5 (70.7)               | 24.9 (76.8)               | 24.3 (75.7)               | 19.6 (67.3)               | 14.7 (58.5)               | 9.1 (48.4)                | 6.2 (43.2)                | 14.3 (57.7)               |
| 日均气温 °C（°F）         | 1.5 (34.7)                | 2.1 (35.8)                | 5 (41)                    | 7.5 (45.5)                | 11.7 (53.1)               | 15.4 (59.7)               | 18.2 (64.8)               | 17.8 (64.0)               | 13.9 (57.0)               | 10.1 (50.2)               | 5.2 (41.4)                | 2.5 (36.5)                | 9.2 (48.6)                |
| 平均低温 °C（°F）         | −2.3 (27.9)               | −2.1 (28.2)               | 0.1 (32.2)                | 2.3 (36.1)                | 6 (43)                    | 9.4 (48.9)                | 11.6 (52.9)               | 11.4 (52.5)               | 8.2 (46.8)                | 5.6 (42.1)                | 1.3 (34.3)                | −1.3 (29.7)               | 4.2 (39.6)                |
| 历史最低温 °C（°F）       | −21.5 (−6.7)              | −22 (−8)                  | −21 (−6)                  | −8.9 (16.0)               | −4.8 (23.4)               | −1.8 (28.8)               | 2 (36)                    | 0.5 (32.9)                | −2 (28)                   | −5.5 (22.1)               | −11 (12)                  | −18.2 (−0.8)              | −22 (−8)                  |
| 平均降水量 mm（）         | 85.3 (3.36)               | 73.3 (2.89)               | 67.2 (2.65)               | 96.2 (3.79)               | 99.7 (3.93)               | 71.8 (2.83)               | 53.9 (2.12)               | 71 (2.8)                  | 97.7 (3.85)               | 106.3 (4.19)              | 96.6 (3.80)               | 93.5 (3.68)               | 1,012.5 (39.86)           |
| 月均日照時數              | 100.3                     | 126.9                     | 173                       | 183.4                     | 217.6                     | 262.1                     | 296                       | 260.9                     | 207.7                     | 132.1                     | 99.6                      | 98.1                      | 2,157.7                   |
| 来源：infoclimat.fr       |                           |                           |                           |                           |                           |                           |                           |                           |                           |                           |                           |                           |                           |

## 行政区划
阿韦龙河畔塞韦拉克的市镇编号为12270，邮政编号为12150。
在行政管理方面，阿韦龙河畔塞韦拉克隶属于法国奥克西塔尼大区阿韦龙省罗德兹区；在地方选举方面，阿韦龙河畔塞韦拉克是塔恩-科斯县的中央投票站所在地，其市镇范围全境被划入阿韦龙省第三选区；在社会管理方面，阿韦龙河畔塞韦拉克是科斯—欧布拉克市镇公共社区的组成部分。
截至2023年4月，阿韦龙河畔塞韦拉克市镇范围内暂无城市敏感街区及城市政策优先街区。
法国国家统计与经济研究所（简称）在进行数据统计时，将阿韦龙河畔塞韦拉克单独设为阿韦龙河畔塞韦拉克城市核心区（Unité urbaine de Sévérac d'Aveyron），但未将阿韦龙河畔塞韦拉克划入任何城市区（Aire urbaine）及城市辐射区（Aire d'attraction）内。此外，还将阿韦龙河畔塞韦拉克市镇整体看作一个“块区”（IRIS），以便于统计人口分布情况。

## 交通

### 公路
A75高速公路、国道N88线和多条阿韦龙省省道在阿韦龙河畔塞韦拉克境内交汇，奥克西塔尼大区下属的城际客运提供巴士线路，可前往罗德兹、米约等地。
| 42 | 3.6 |

| 罗德兹 | 47 |

| 米约 | 33 |

| 科拉涅河畔堡 | 36 |

2019年，59%的阿韦龙河畔塞韦拉克家庭拥有至少一辆私人汽车。2019年，阿韦龙河畔塞韦拉克境内共发生各类交通事故3起，造成4人受伤，其中2人重伤。

### 铁路

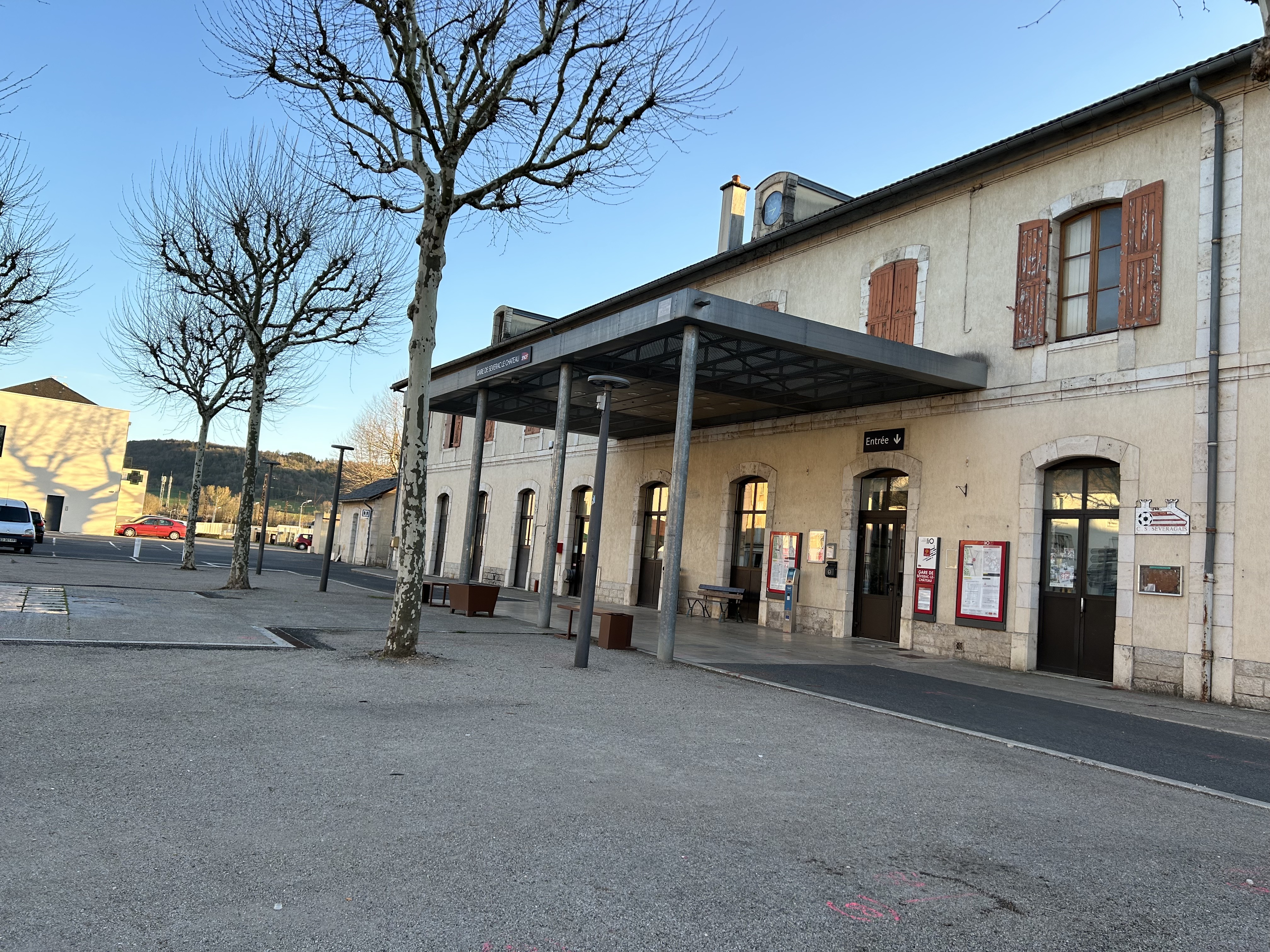
塞韦拉克堡火车站

阿韦龙河畔塞韦拉克位于贝济耶—讷萨格铁路和塞韦拉克堡—罗德兹铁路的交汇处。塞韦拉克堡站位于塞韦拉克堡市区西部，停靠往返于贝济耶和克莱蒙费朗一线的区域列车。

### 航空
距离阿韦龙河畔塞韦拉克最近的民用航空站为57公里外的罗德兹机场。

### 城市公共交通
截至2023年4月，阿韦龙河畔塞韦拉克暂无城市公共交通系统。

## 政治

### 市政内阁

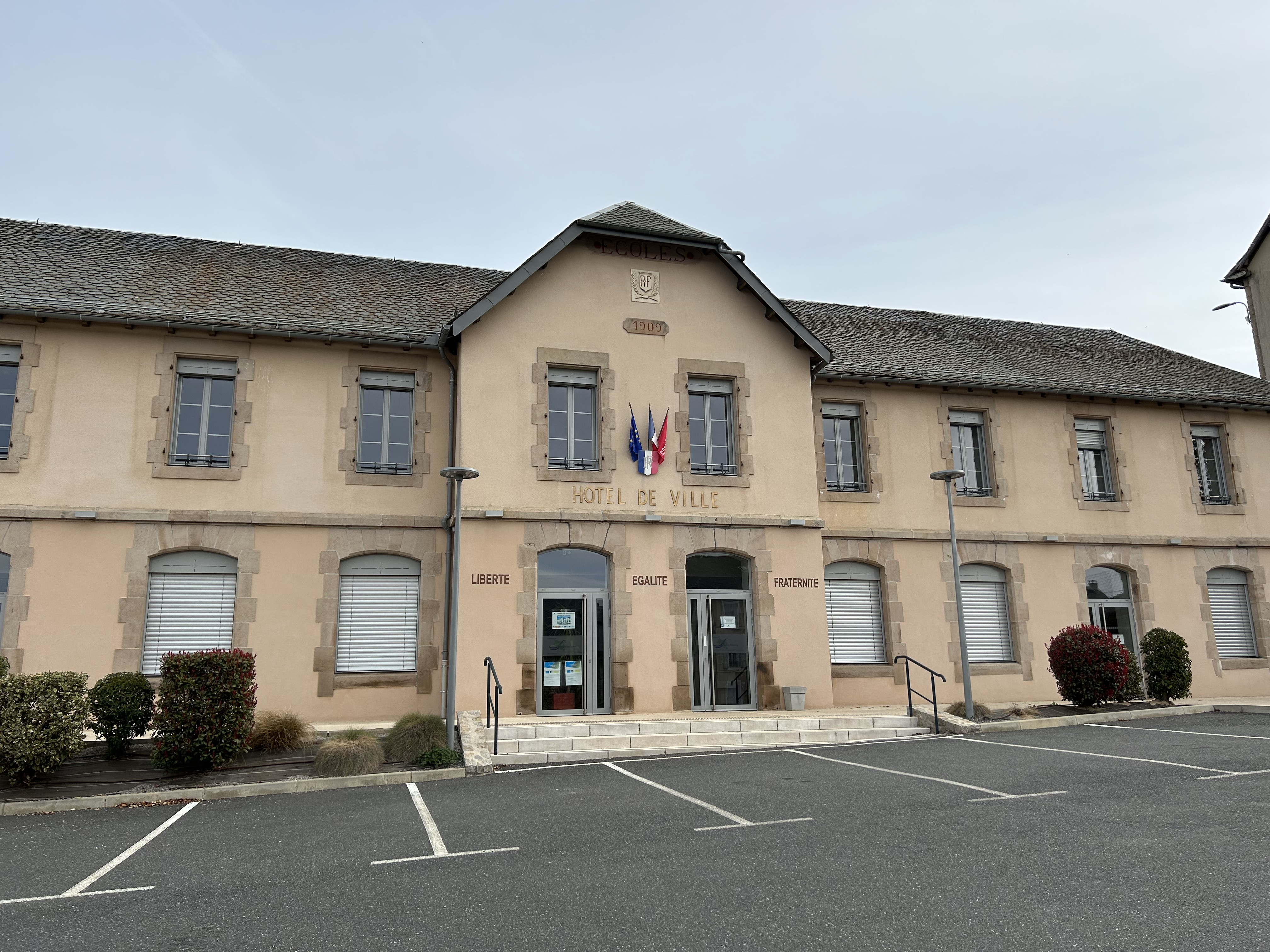
阿韦龙河畔塞韦拉克市政厅

阿韦龙河畔塞韦拉克的现任市长为埃德蒙·格罗先生（Edmond GROS），他是一名左翼无党派人士，在2020年的市政选举中获得了61.73%的支持率。
| 阿韦龙河畔塞韦拉克历届市长 | 阿韦龙河畔塞韦拉克历届市长       | 阿韦龙河畔塞韦拉克历届市长 |
| 任期                       | 市长                             | 党派                       |
| -------------------------- | -------------------------------- | -------------------------- |
| 2016年－2020年             | Camille GALIBERT 卡米耶·加利贝尔 | UDI民主人士和独立人士联盟  |
| 2020年－                   | Edmond GROS 埃德蒙·格罗          | 無黨籍 →DVG左翼无党派人士  |

### 各级选举
| 阿韦龙河畔塞韦拉克历届投票选举结果 | 阿韦龙河畔塞韦拉克历届投票选举结果 | 阿韦龙河畔塞韦拉克历届投票选举结果 | 阿韦龙河畔塞韦拉克历届投票选举结果 | 阿韦龙河畔塞韦拉克历届投票选举结果 | 阿韦龙河畔塞韦拉克历届投票选举结果 | 阿韦龙河畔塞韦拉克历届投票选举结果 | 阿韦龙河畔塞韦拉克历届投票选举结果 | 阿韦龙河畔塞韦拉克历届投票选举结果 | 阿韦龙河畔塞韦拉克历届投票选举结果 |
| 选举项目                           | 选举范围                           | 选区单位                           | 选区单位内的选举结果               | 选区单位内的选举结果               | 选区单位内的选举结果               | 选区单位内的选举结果               | 选区单位内的选举结果               | 选区单位内的选举结果               | 参考资料                           |
| 选举项目                           | 选举范围                           | 选区单位                           | 第一轮胜出者                       | 第一轮胜出者                       | 支持率                             | 第二轮胜出者                       | 第二轮胜出者                       | 支持率                             | 参考资料                           |
| ---------------------------------- | ---------------------------------- | ---------------------------------- | ---------------------------------- | ---------------------------------- | ---------------------------------- | ---------------------------------- | ---------------------------------- | ---------------------------------- | ---------------------------------- |
| 2017年法國總統選舉                 | 法國                               | 市镇                               |                                    | 埃马纽埃尔·马克龙                  | 21.43%                             |                                    | 埃马纽埃尔·马克龙                  | 68.82%                             | [ 26 ]                             |
| 2017年法国立法选举                 | 阿韦龙省第三选区                   | 市镇                               |                                    | 阿尔诺·维亚拉                      | 39.25%                             |                                    | 阿尔诺·维亚拉                      | 66.55%                             | [ 26 ]                             |
| 2019年欧洲议会选举                 | 法國                               | 市镇                               |                                    | 若尔当·巴尔代拉                    | 21.81%                             | （不适用）                         | （不适用）                         | （不适用）                         | [ 28 ]                             |
| 2021年法国省级选举                 | 阿韦龙省                           | 县                                 |                                    | 卡特莉娜·迪朗 埃德蒙·格罗          | 43.72%                             |                                    | 卡特莉娜·迪朗 埃德蒙·格罗          | 55.92%                             | [ 29 ]                             |
| 2021年法国省级选举                 | 阿韦龙省                           | 市镇                               |                                    | 卡特莉娜·迪朗 埃德蒙·格罗          | 55.43%                             |                                    | 卡特莉娜·迪朗 埃德蒙·格罗          | 63.9%                              | [ 29 ]                             |
| 2021年法国大区选举                 | 奧克西塔尼大區                     | 市镇                               |                                    | 卡萝尔·代尔加                      | 48.4%                              |                                    | 卡萝尔·代尔加                      | 64.34%                             | [ 30 ]                             |
| 2022年法国总统选举                 | 法國                               | 市镇                               |                                    | 埃马纽埃尔·马克龙                  | 23.88%                             |                                    | 埃马纽埃尔·马克龙                  | 57.82%                             | [ 26 ]                             |
| 2022年法国立法选举                 | 阿韦龙省第三选区                   | 市镇                               |                                    | 米歇尔·莱茵                        | 30.84%                             |                                    | 让-弗朗索瓦·鲁塞                   | 51.85%                             | [ 26 ]                             |

## 人口
2019年，阿韦龙河畔塞韦拉克市镇人口数量为4,069，在法国排名第2,728位。其中男性1,996人，女性2,073人，75岁及以上人口占12.6%，外籍人口数量为113人，人口密度为38人/平方公里，当地居民被称为（男性）或（女性）。2020年，阿韦龙河畔塞韦拉克境内出生42人，死亡人口63人。
| 阿韦龙河畔塞韦拉克1901年－2020年人口变化情况 |
|                                              |
| 数据来源：INSEE                              |

## 经济
阿韦龙河畔塞韦拉克是一个区域性的中心城市。截止2023年4月，阿韦龙河畔塞韦拉克市镇范围内共有各类用人单位（包含自雇）843家，平均历史为19年，其中99.48%为中小型企业（PME），2023年2月至4月间，当地的经济活力指数为0。（燃料销售）、（工业制造）及（土地租赁）是当地2021年营业额最高的三个企业，分别为6,474,149欧元、5,732,990欧元和643,342欧元。

## 财政与居民收入
2021年，阿韦龙河畔塞韦拉克的财政收入总额为5,072,630欧元，财政支出总额为3,413,910欧元，当年的债务总额为4,407,670欧元。2021年，阿韦龙河畔塞韦拉克市镇通过增值税获得184,380欧元的收入，此外当地还共获得了442,300欧元的国家直接财政补助。
2019年，阿韦龙河畔塞韦拉克的人均月收入总额为1,897欧元，其中高级职员为3,015欧元，低于法国平均水平（4,230欧元）；中级职员为2,211欧元，低于法国平均水平（2,411欧元）；普通职员为1,631欧元，亦低于法国平均水平（1,740欧元）。
2019年，阿韦龙河畔塞韦拉克境内的贫困率为13%，青壮年（15至64岁）失业率为9.2%；当地47.1%的家庭拥有纳税资格，平均纳税1,354欧元，低于法国平均水平（3,910欧元）。

## 社会事务

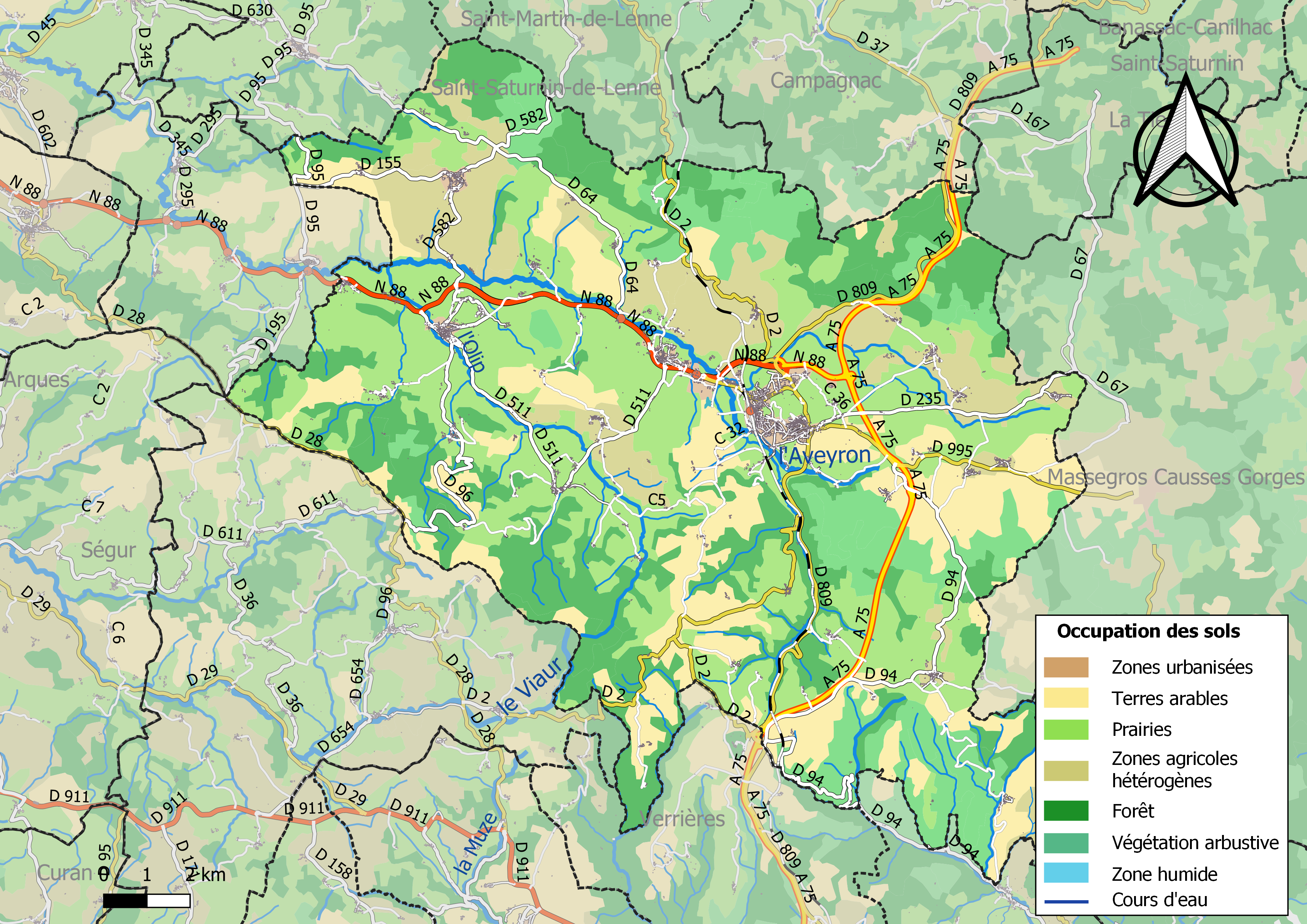
阿韦龙河畔塞韦拉克土地利用情况地图

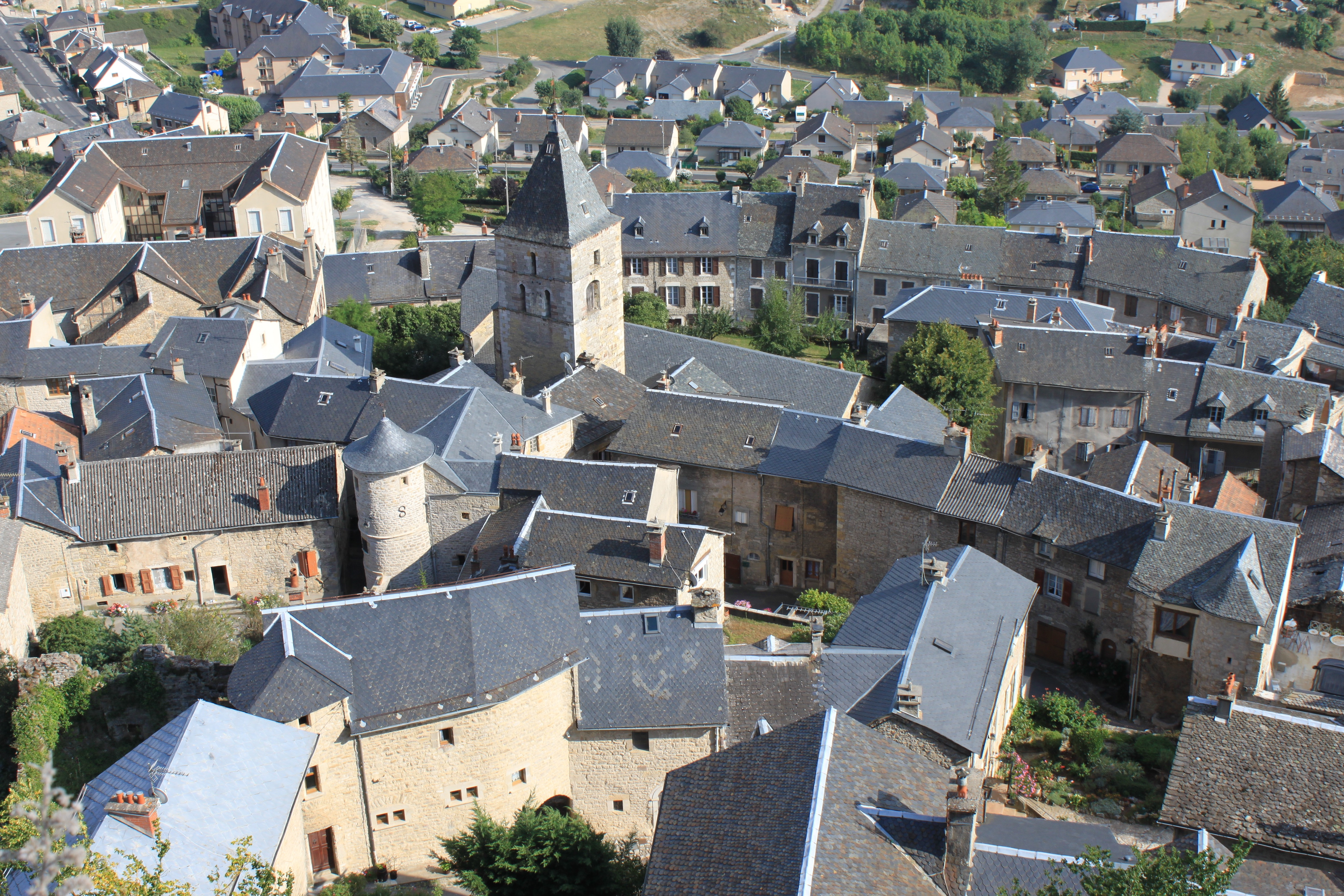
塞韦拉克堡镇中心

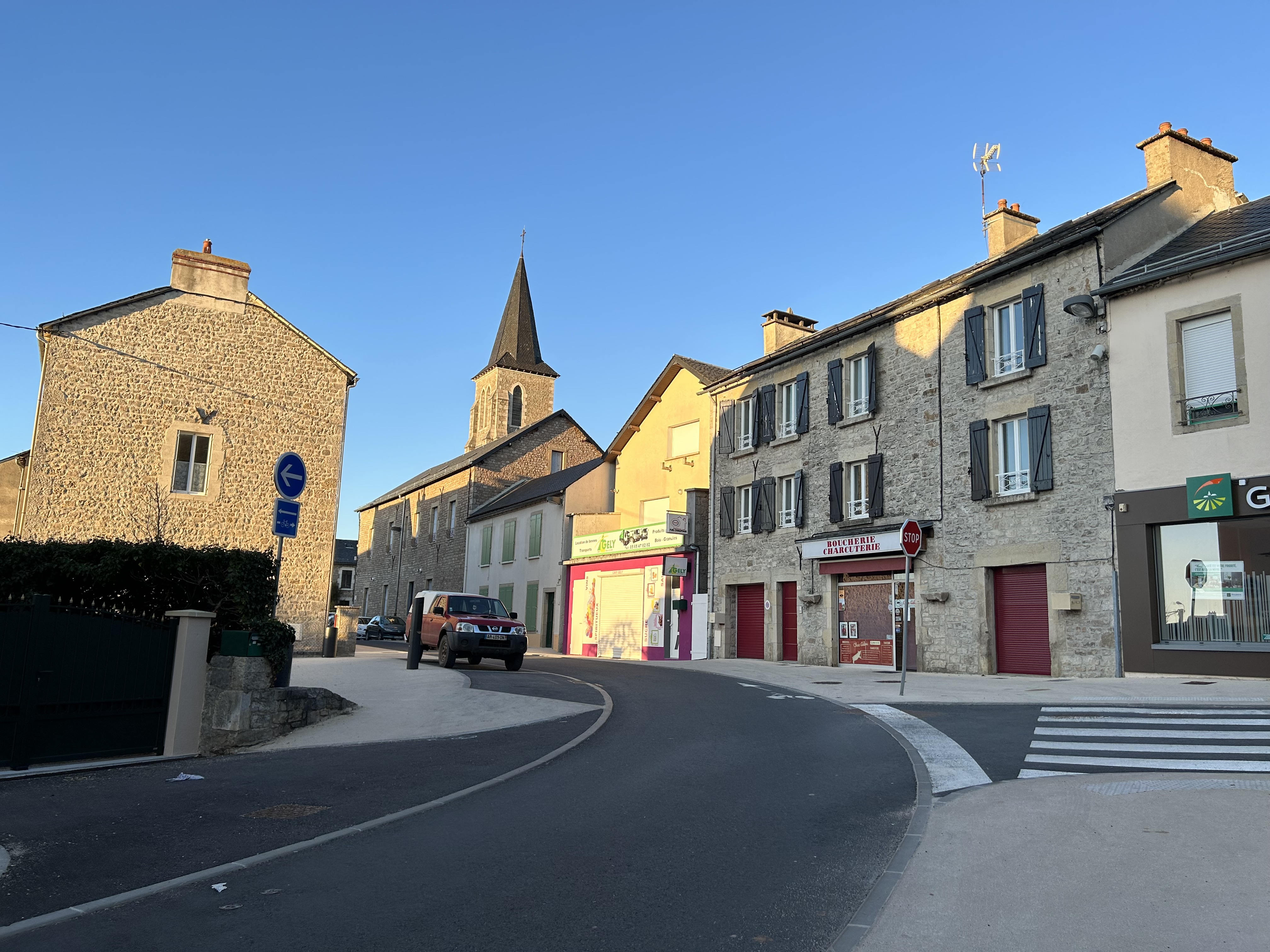
皮埃尔·塞马尔街

### 教育
阿韦龙河畔塞韦拉克属于图卢兹学区。截止2021年1月1日，阿韦龙河畔塞韦拉克境内共有1所幼儿园、5所小学和1所初级中学。2021至2022学年度，阿韦龙河畔塞韦拉克境内共有在校中等教育阶段学生348名。

### 医疗
截止2021年1月1日，阿韦龙河畔塞韦拉克境内共有全科医生9名、保健师5名、牙医2名、护士9名和助产士3名。境内共有药房2家、养老院1家、残疾人帮扶中心3家。
距离阿韦龙河畔塞韦拉克最近的区域性医疗机构为米约中心医院（Centre Hospitalier de Millau），其主病区位于米约市区西部，距离阿韦龙河畔塞韦拉克市区的正常车程大约25分钟，该院设有床位114个，是当地规模最大的公立综合性医院。

### 住房
2019年，阿韦龙河畔塞韦拉克境内共有各类住房2,859套，其中82.4%为独立式居民区，17.3%为集中式居民区。常住房屋占阿韦龙河畔塞韦拉克市镇范围内居民建筑总量的65.8%。
在住房保障政策方面，2021年，阿韦龙河畔塞韦拉克境内共有269户家庭获得了住房经济补助，受益人数占总人口数量的6.6%，其中252份为房租补助。

### 商业
2021年，阿韦龙河畔塞韦拉克境内共有各类实体商铺99家，其中餐厅16家、大型超市2家、杂货店2家、面包房4家、肉铺1家、装饰品店1家、银行门店2家、美容美发店5家、汽车维修店14家。市中心建有Intermarché综合商场。

### 体育
2021年，阿韦龙河畔塞韦拉克境内共有1家游泳池、1间体育馆、3处网球场以及3处足球或橄榄球场。
截至2023年4月，阿韦龙河源足球俱乐部（Football Club Sources de l'Aveyron，编号582635）是阿韦龙河畔塞韦拉克境内唯一的一家注册足球俱乐部，该足球队成立于2018年，其主队2022至2023赛季参加奥克西塔尼大区足球联赛乙组（法国第七级别），其主场为拉卡托讷里球场（Stade de la Catonnerie）。

### 环境
阿韦龙河畔塞韦拉克的环境事务由其所属的科斯—欧布拉克市镇公共社区联合各级政府协调负责。2021年，阿韦龙河畔塞韦拉克境内暂无污染企业。

### 治安
2021年，阿韦龙河畔塞韦拉克市镇范围内有1处宪兵队。
阿韦龙河畔塞韦拉克及其附近的共95个市镇是米约国家宪兵队（zone gendarmerie de Millau）的管辖范围。2020年，该宪兵队累计记录各类案件1,187起，其中盗窃类案件562起，经济类案件210起，毒品交易类案件73起。

## 文化
2021年，阿韦龙河畔塞韦拉克境内暂无任何文化设施。阿韦龙河畔塞韦拉克境内共有五处图书馆，其中塞韦拉克堡图书馆每周二至六向公众开放。

### 建筑
阿韦龙河畔塞韦拉克境内有多处历史建筑，其中塞韦拉克城堡遗址、圣达尔马济教堂等当地的地标性建筑，也是法国国家文物保护单位。

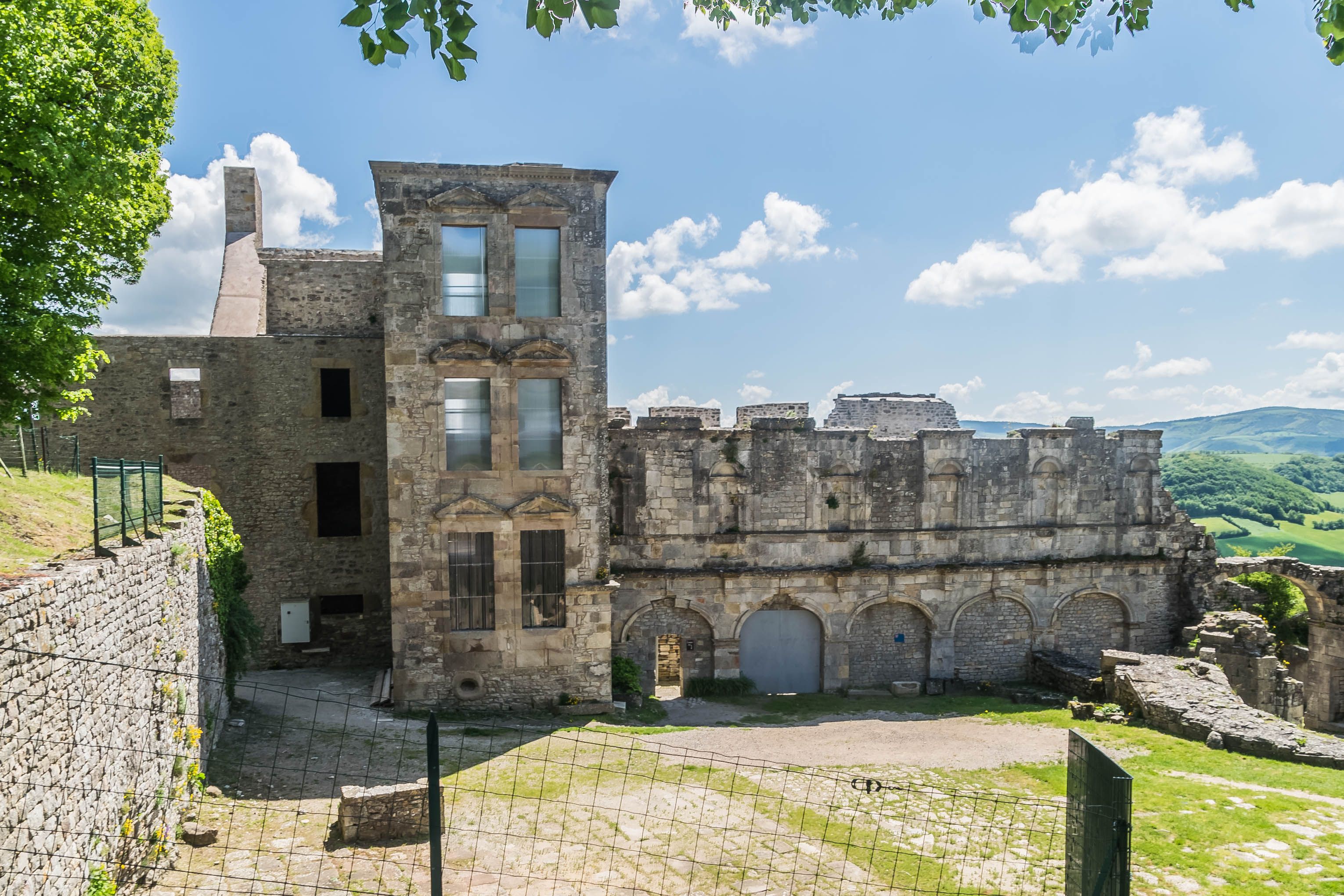
塞韦拉克城堡（法语：Château de Sévérac）
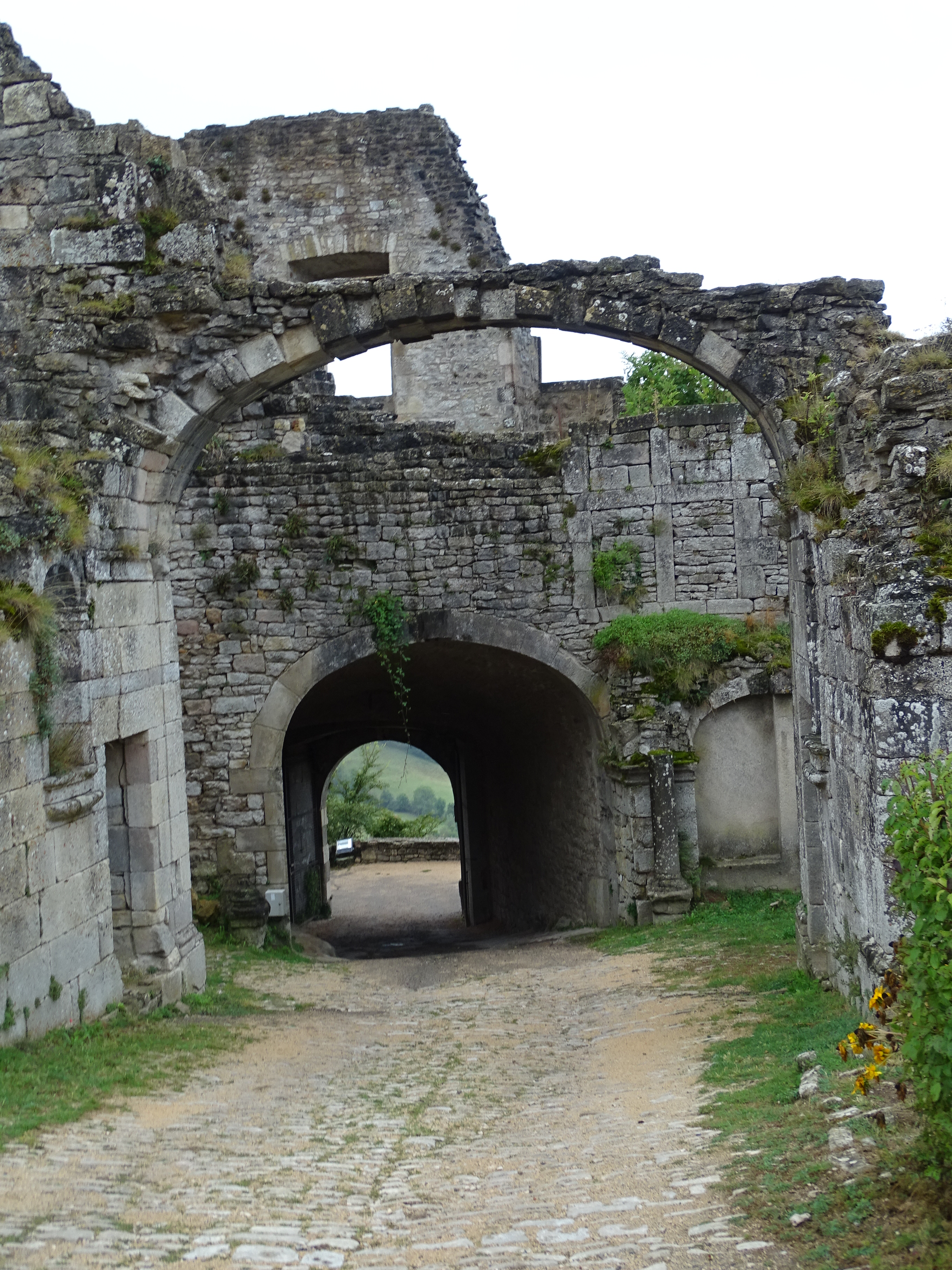
城堡城门
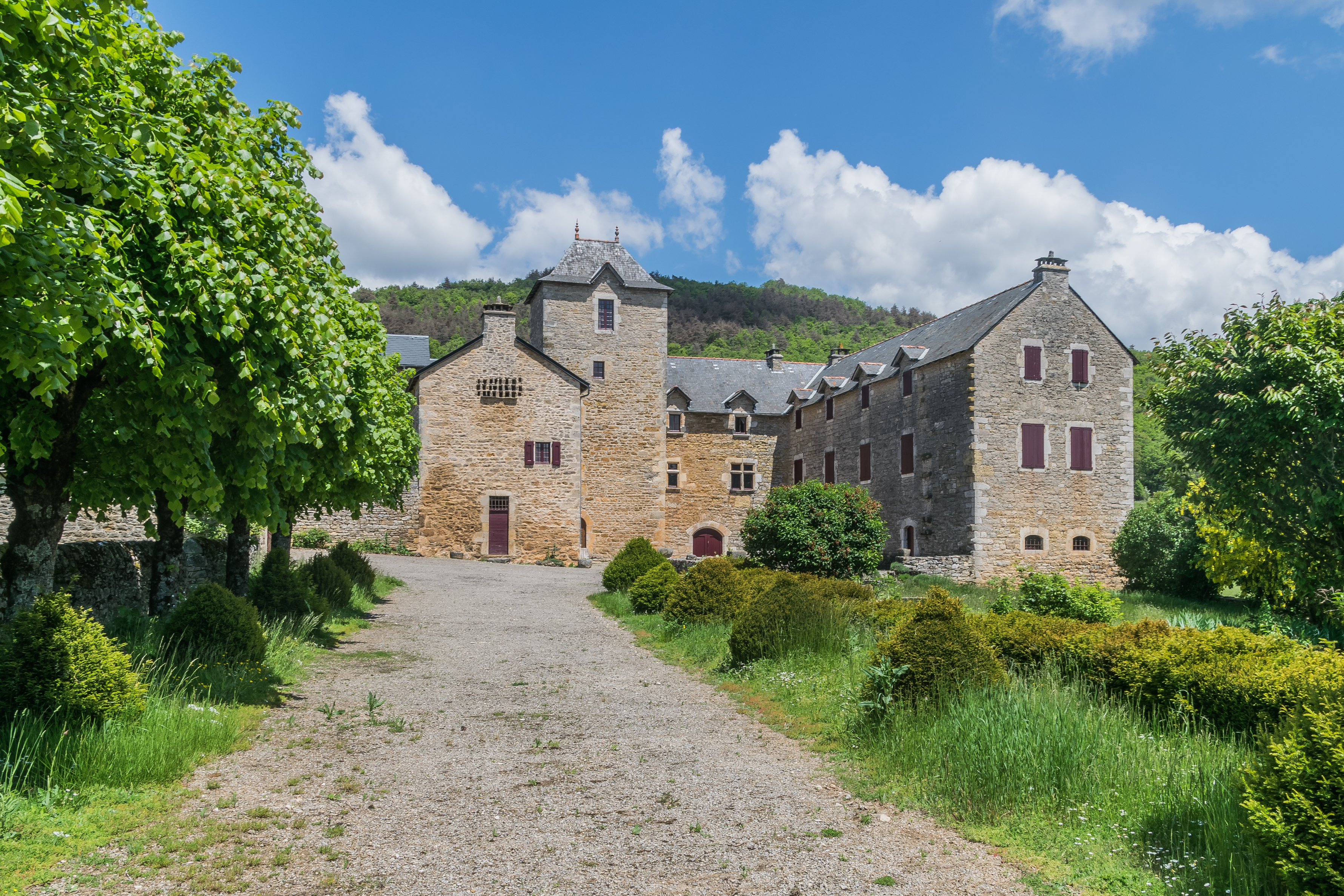
欧布罗克城堡（法语：Château d'Auberoques）
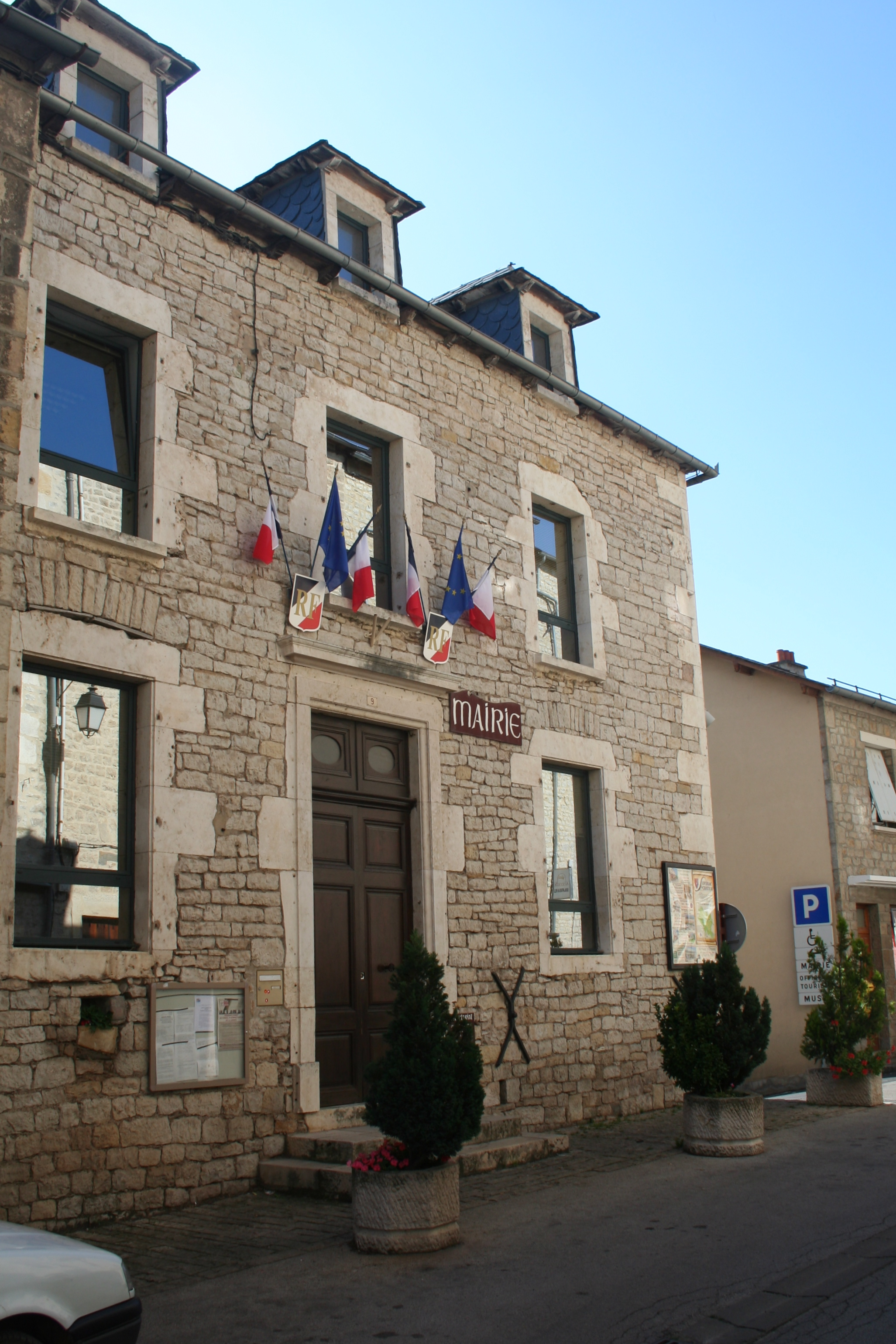
旧市政厅
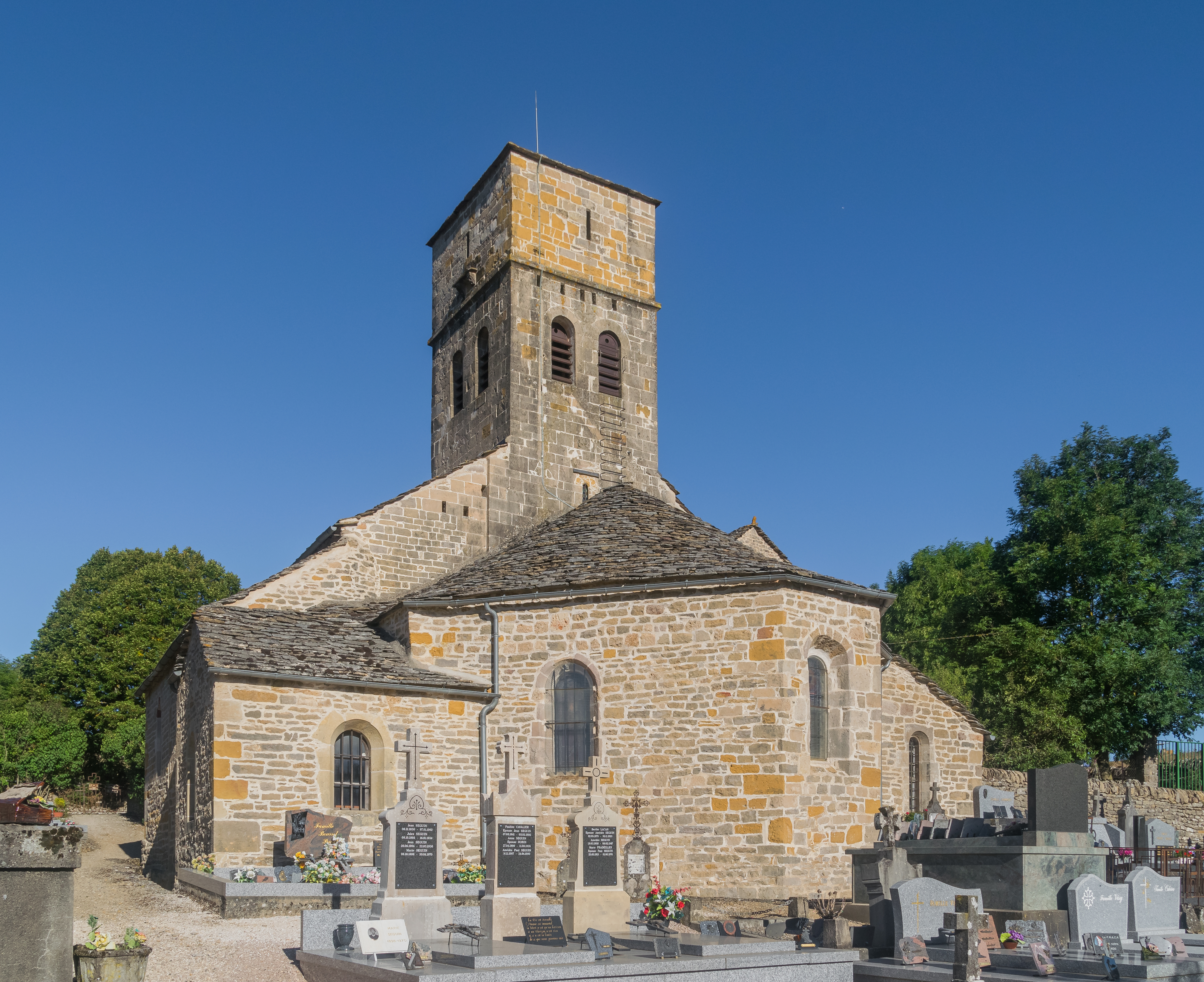
圣达尔马济教堂（法语：Église Saint-Dalmazy de Sévérac-le-Château）
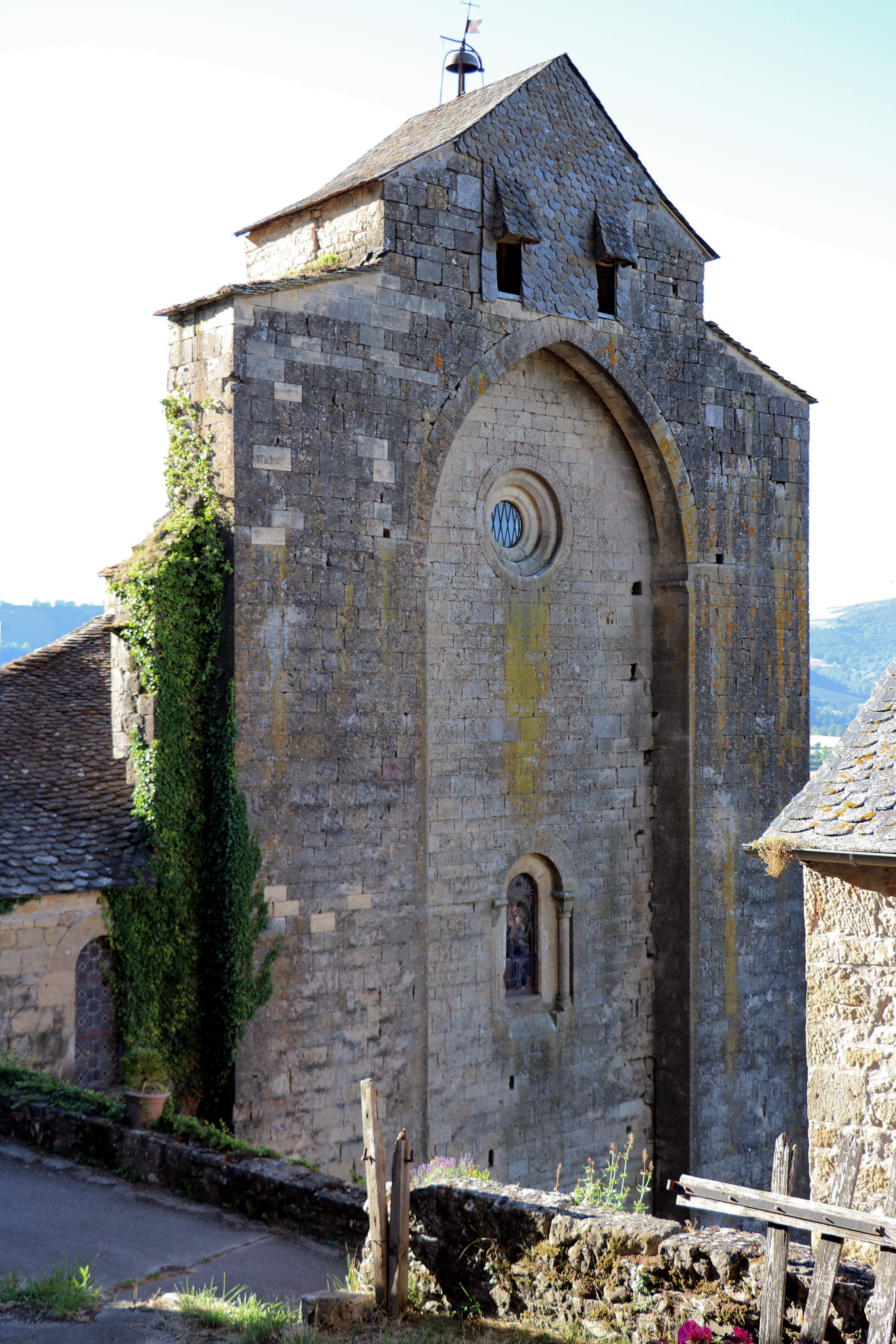
拉韦尔讷教堂
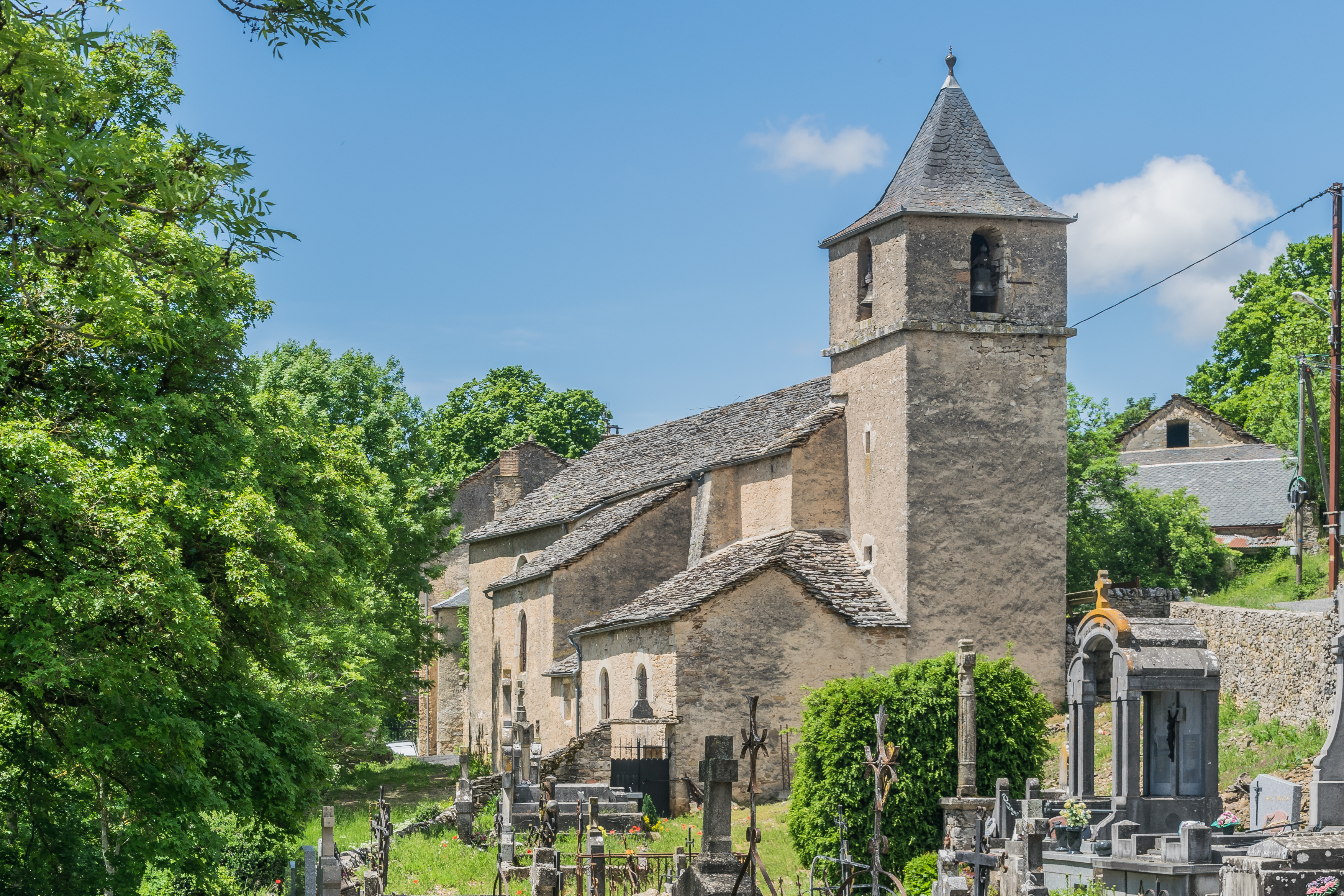
圣米歇尔教堂
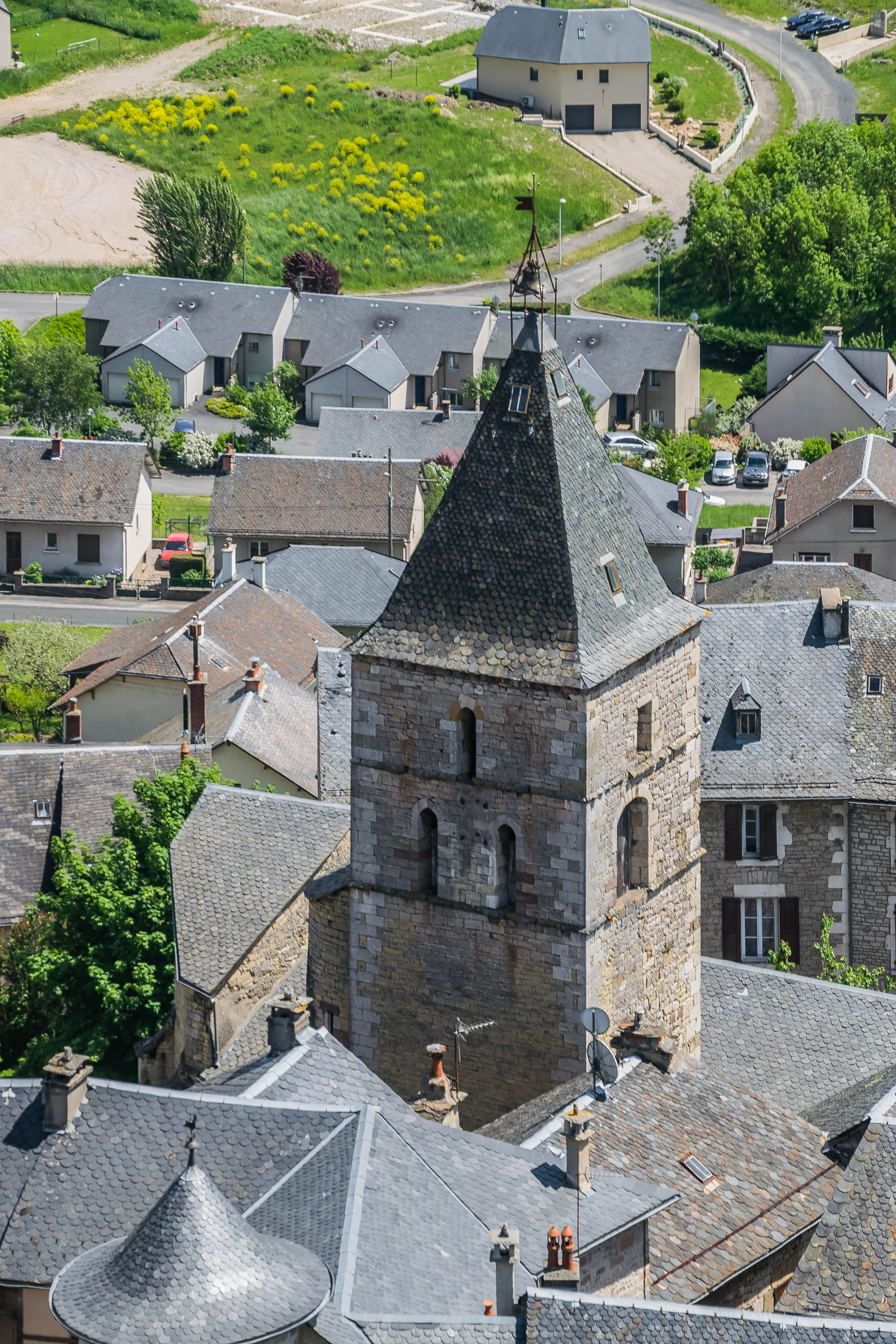
圣索沃尔塔

### 旅游
阿韦龙河畔塞韦拉克的旅游事务由其所属的科斯—欧布拉克市镇公共社区负责。2022年，阿韦龙河畔塞韦拉克境内共有3家酒店共计45间房间；另有2个露营地，可容纳共154辆露营车。

### 媒体
法国主要的媒体均可在阿韦龙河畔塞韦拉克接收，法国电视三台下属的奥克西塔尼大区频道在部分时段播出阿韦龙河畔塞韦拉克所在阿韦龙省的地方新闻。《南部追寻》、《阿韦龙中央报》、《自由南方》、蓝色法兰西奥克西塔尼广播、奥克西塔尼电视台等为当地主要的地方性媒体。

## 友好城市
截至2023年4月，阿韦龙河畔塞韦拉克暂未建立任何友好城市关系。